# Tisaleo
Tisaleo, también conocida como San Miguel de Tisaleo, es una ciudad ecuatoriana; cabecera cantonal del cantón Tisaleo en la provincia de Tungurahua reconocida por su gran producción de mora y fresa. Se localiza al centro de la Región interandina del Ecuador. Su población a 2010 era de 1 269 habitantes.
Sus coordenadas son: 1°21′00″S 78°40′00″O

## Historia
En la época precolombina y bajo la dominación de los Incas, fue una fortaleza de defensa y de culto. Su Cacique Ticallo defendió el lugar contra Huáscar y después contra Benalcázar.
| Inca                                     |                      |
| • 1438-1472                              | Pachacútec           |
| • 1472-1493                              | Túpac Inca Yupanqui  |
| • 1493-1525                              | Huayna Cápac         |
| • 1525-1532                              | Huáscar              |
| • 1532-1533                              | Atahualpa            |
| Período histórico                        | América precolombina |
| • Creación del imperio con Pachacútec    | 1438                 |
| • Guerra civil entre Huáscar y Atahualpa | 1529-1532            |
| • Conquista española                     | 1533                 |

Lo fundó como asiento español Antonio de Clavijo en 1570 en el sitio del actual caserío de Santa Lucía Centro, con el nombre de San Miguel de Tisaleo.
En la economía colonial tuvo importancia por su suelo fértil y su producción agrícola.
En 1698, cuando se hundió el Carihuairazo, se destruyó bajo los deslaves que dejaron depósitos piroclásticos. Fue elevado a parroquia eclesiástica en 1584 y a parroquia civil en1858. Durante la Independencia fue el paso obligado de los ejércitos realista y patriota y la población tuvo la oportunidad de atender al General Sucre.
Al principio de la República , Tisaleo comprendía Mocha que se separó en 1861,convirtiéndose en parroquia civil, en 1892 se desmembró Cevallos y posteriormente Montalvo y Huachi, al hacerse parroquias.
A pesar de estas desmembraciones, Tisaleo es un cantón extenso que va hasta las faldas del Carihuairazo.
Tisaleo luchó por su cantonización desde 1980, una comisión que viajó a Quito sufrió un trágico accidente; consiguió la elevación a Cantón el 17 de noviembre de 1987.

## Política
Territorialmente, la ciudad de Tisaleo está organizada en una sola parroquia urbana, mientras que existe una parroquia rural con la que complementa el aérea total del cantón Tisaleo. El término "parroquia" es usado en el Ecuador para referirse a territorios dentro de la división administrativa municipal.
La ciudad y el cantón Tisaleo, al igual que las demás localidades ecuatorianas, se rige por una municipalidad según lo previsto en la Constitución de la República. El Gobierno Autónomo Descentralizado Municipal de Tisaleo, es una entidad de gobierno seccional que administra el cantón de forma autónoma al gobierno central. La municipalidad está organizada por la separación de poderes de carácter ejecutivo representado por el alcalde, y otro de carácter legislativo conformado por los miembros del concejo cantonal.
La Municipalidad de Tisaleo, se rige principalmente sobre la base de lo estipulado en los artículos 253 y 264 de la Constitución Política de la República y en la Ley de Régimen Municipal en sus artículos 1 y 16, que establece la autonomía funcional, económica y administrativa de la Entidad.

### Alcaldía
El poder ejecutivo de la ciudad es desempeñado por un ciudadano con título de Alcalde del cantón Tisaleo, el cual es elegido por sufragio directo en una sola vuelta electoral sin fórmulas o binomios en las elecciones municipales. El vicealcalde no es elegido de la misma manera, ya que una vez instalado el Concejo Cantonal se elegirá entre los ediles un encargado para aquel cargo. El alcalde y el vicealcalde duran cuatro años en sus funciones, y en el caso del alcalde, tiene la opción de reelección inmediata o sucesiva. El alcalde es el máximo representante de la municipalidad y tiene voto dirimente en el concejo cantonal, mientras que el vicealcalde realiza las funciones del alcalde de modo suplente mientras no pueda ejercer sus funciones el alcalde titular.
El alcalde cuenta con su propio gabinete de administración municipal mediante múltiples direcciones de nivel de asesoría, de apoyo y operativo. Los encargados de aquellas direcciones municipales son designados por el propio alcalde.

### Consejo cantonal
El poder legislativo de la ciudad es ejercido por el Concejo Cantonal de Tisaleo el cual es un pequeño parlamento unicameral que se constituye al igual que en los demás cantones mediante la disposición del artículo 253 de la Constitución Política Nacional. De acuerdo a lo establecido en la ley, la cantidad de miembros del concejo representa proporcionalmente a la población del cantón.
Tisaleo posee 5 concejales, los cuales son elegidos mediante sufragio (Sistema D'Hondt) y duran en sus funciones cuatro años pudiendo ser reelegidos indefinidamente. De los cinco ediles, 4 representan a la población urbana mientras que uno representa a la parroquia rural. El alcalde y el vicealcalde presiden el concejo en sus sesiones. Al recién instalarse el concejo cantonal por primera vez los miembros eligen de entre ellos un designado para el cargo de vicealcalde de la ciudad.

## Turismo
Complejo Lacustre Puñalica
Contribuye un atractivo de gran valor paisajístico, conformado por varias lagunas como la de Cacapón y Malenda. El entorno está rodeado de vegetación y fauna propia del páramo. Es un excelente lugar para respirar el Aire Puro y descansar del estrés de la ciudad
Pampas de Salasaka
En las faldas del volcán Carihuayrazo se ubica entre el volcán Puñalica con una extensión de 4 km² se encuentra Pampas de Salasaca, un lugar de gran riqueza natural y paisajística, ideal para el senderismo, camping, turismo de aventura y ecoturismo, acompañado de un guía.
Volcán Carihuayrazo
Ubicado en la Cordillera Occidental a 22 km al SO de la ciudad de Ambato, un volcán inactivo de gran Belleza paisajística y natural que alberga una gran diversidad de flora y fauna propias del páramo andino que pueden ser admirados a lo largo de sus senderos. 
Carihuayrazo en lengua Kichwa significa Viento fuerte de la nieve.
Cari = macho/fuerte Huayra= viento Raso = nieve.
Páramos
El páramo es, a grandes rasgos, uno de los ecosistemas con que cuenta el territorio de Tisaleo se trata de una zona que alberga importantes cantidades de agua por lo que es de gran utilidad tanto para las comunidades que viven en el sector, cuanto para las ciudades que se encuentran las alejadas. Gracias a sus características climáticas que no se presentan estables debido a las intermitentes precipitaciones así como abundancia de luz solar se trata de un hábitat megadiverso donde se encuentran, en términos estimados, 1500 especies de plantas, 24 tipos de aves. Un número aún no determinado de insectos, reptiles, anfibios y de igual manera mamíferos.
Es importante señalar que los páramos siempre han tenido un lugar determinante para el cantón, siendo desde tiempos históricos sitios de donde se extraían plantas medicinales donde se construían templos y centro de vigilia.

## Festividades
Fiesta del Inga Palla: del 14, 15, 16 de octubre
Aniversario de Cantonización: 17 de noviembre
El Rodeo Criollo.- Entre todas la fiestas y juegos típicos -de adultos- de nuestro país, el rodeo es uno de los más emocionantes, alegres y llenos de colorido. Describiéndolo en forma simple, podría decirse que simboliza la lucha permanente del hombre con el animal, para someterlo a las necesidades de la agricultura.